# Будинок Н. І. Пашковської
Будинок Н. І. Пашковської — пам'ятка архітектури місцевого значення в Ніжині на вулиці Овдіївській, 8.

## Історія
Спочатку було внесено до «списку нововиявлених пам'яток архітектури» під назвою «Садиба Пашковської».
Наказом Міністерства культури і туризму від 21.12.2012 № 1566 надано статус «пам'ятник архітектури місцевого значення» з охоронним № 10043-Чр під назвою «Будинок Н. І. Пашковської».

## Опис
Будинок збудований у середині ХІХ століття. Житловий будинок із прилеглою територією належав поміщиці Н. І. Пашковській. Є характерним прикладом громадянської архітектури Ніжина епохи пізнього класицизму. Зберігся без істотних перебудов.
Двоповерховий, прямокутний у плані будинок, з чотирисхилим дахом. Центр фасаду акцентований 4-колонним портиком із трикутним фронтоном, який спирається на невисокий перший поверх. У тимпані фронтону п'ятикутне вікно-світло. Вікна чотирикутні.
У цьому будинку під час навчання у Ніжинській класичній гімназії (1880-і роки) мешкав Володимир Різниченко — академік Всеукраїнської академії наук.
У період 1915—1917 роки тут розміщувалася Ніжинська міська чоловіча гімназія (1912—1919), яка переїхала з будинку Самохіної (вулиця Гоголя, будинок № 7А). Викладачами працювали вчителі гімназії П. І. Кушакевич, гімназії Г. Ф. Хрестинської та технічного училища. Було 5 класів (4 основних та один підготовчий). 1915 року налічувалося 287 учнів.